# Tsukuba
Tsukuba (jap. つくば市 Tsukuba-shi) – miasto w Japonii, w prefekturze Ibaraki, na wyspie Honsiu (Honshū). Tsukuba jest jednym z „miast specjalnych” (tokurei-shi, miasto tej kategorii musi m.in. mieć co najmniej 200 tys. mieszkańców). Ma powierzchnię 283,72 km². W 2020 r. mieszkało w nim 241 785 osób, w 111 019 gospodarstwach domowych  (w 2010 r. 214 660 osób, w 88 337 gospodarstwach domowych).
Miasto zostało zaprojektowane i zbudowane jako „Miasteczko Naukowe Tsukuba” (ang. Tsukuba Science City). Zlokalizowane w nim zostały instytuty naukowo-badawcze, laboratoria, dwa uniwersytety oraz firmy z dziedziny wysokich technologii. W 1985 roku Tsukuba była gospodarzem Światowej Wystawy EXPO 1985. Od 2011 roku organizowany jest tutaj kobiecy turniej tenisowy rangi ITF (25000$), pod nazwą Sekisho Challenge Open.

## Historia
Miasto Tsukuba powstało 30 listopada 1987 roku w wyniku połączenia miejscowości: Yatabe, Toyosato i Ōho (z powiatu Tsukuba), które połączyły się z wioską Sakura (z powiatu Niihari). 31 stycznia 1988 roku miejscowość Tsukuba (jap. 筑波町) (z powiatu Tsukuba) została włączona w teren miasta. 1 listopada 2002 roku teren miasta powiększył się o miejscowość Kukizaki (z powiatu Inashiki).

## Geografia
Miasto sąsiaduje z miastami:
- Tsukubamirai
- Jōsō
- Shimotsuma
- Chikusei
- Sakuragawa
- Ishioka
- Tsuchiura
- Ushiku
- Ryūgasaki

## Populacja
Zmiany w populacji terenu miasta w latach 1950–2020: